# ایرج کاکاوند
ایرج کاکاوند سرتیپ دوم فرماندهی انتظامی جمهوری اسلامی ایران است، که هم‌اکنون ریاست پلیس مبارزه با مواد مخدر فراجا را برعهده دارد.
وی از ۱۳۹۱ تا ۱۳۹۳ جانشین فرمانده انتظامی استان مرکزی بود، در فاصله سال‌های ۱۳۹۳ تا ۱۳۹۷ به‌عنوان فرمانده انتظامی استان یزد فعالیت می‌کرد، از ۱۳۹۷ تا ۱۴۰۰ فرماندهی حفاظت از شخصیت‌ها و دژبان ناجا را برعهده داشت و از اسفندماه ۱۴۰۱ رئیس پلیس مبارزه با مواد مخدر فراجا است. کاکاوند در سال ۱۳۹۳ درجه سرتیپ‌دومی دریافت کرد.